# H:r Landshövding
H:r Landshövding är en svensk dokumentärfilm från 2008 i regi av Måns Månsson.
Filmen skildrar den dåvarande landshövdingen i Uppsala län, Anders Björck, och följer ett år av hans arbete som Kongl. Maj:t Befallningshavare. H:r Landshövding är gjord som en cinéma vérité där ett verkligt skeende dokumenteras utan arrangerade intervjuer eller bilder.
H:r Landshövding producerades av Martin Persson och fotades och klipptes av Månsson. Den premiärvisades 26 november 2008 på Stockholms filmfestival och hade biopremiär 5 december samma år. Den nominerades till en Guldbagge 2009 för bästa dokumentärfilm och vann samma år pris vid Tempo dokumentärfestival i samma kategori.